# Geduld (Schiffbau)

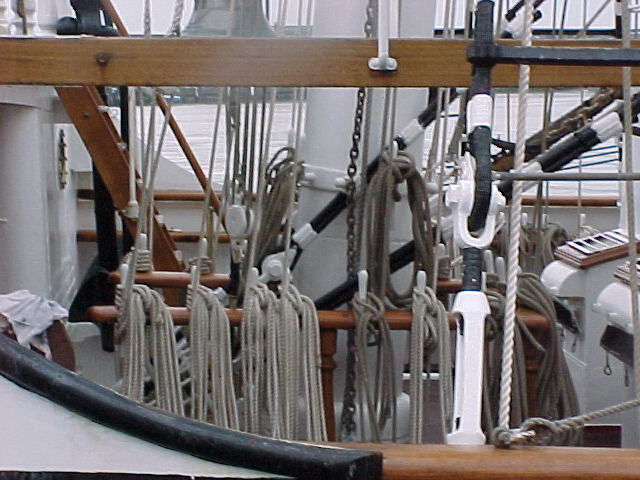
Als Nagelbank genutzte Geduld auf der Belem

Die Geduld ist auf einem Segelschiff ein Querbalken, der zwei Betinge miteinander verbindet. Die Geduld dient neben der Stabilisierung der Betinge vor allem als Nagelbank zur Befestigung von Belegnägeln.